# إدغار ألدريش
إدغار ألدريش (بالإنجليزية: Edgar Aldrich) هو محامي وقاضي أمريكي، ولد في 5 فبراير 1848 في Pittsburg, New Hampshire ‏ في الولايات المتحدة، وتوفي في 15 سبتمبر 1921 في ليتلتون في الولايات المتحدة.